# جون كيندريك بانجس
جون كيندريك بانجس (27 مايو 1862 - 21 يناير 1922) (بالإنجليزية: John Kendrick Bangs)‏ هو روائي ومؤلف ومحرر وكاتب ساخر أمريكي. التحق بجامعة كولومبيا من 1880 حتى تخرجه في 1883 وأصبح رئيس تحرير مجلة كولومبيا الأدبية. وبعد التخرج عمل محرراً لصالح مجلة لايف. تزوج مرتين، وتوفي في 1922 في اتلانتيك سيتي بولاية نيوجيرسي.

## وصلات خارجية
‏155142 جون كيندريك بانجس  على قاعدة بيانات الخيال التأملي على الإنترنت
- مؤلفات جون كيندريك بانجس في مشروع غوتنبرغ
- Works by John Kendrick Bangs at أرشيف الإنترنت
- جون كيندريك بانجس على موقع IMDb (الإنجليزية)
- جون كيندريك بانجس على موقع قاعدة بيانات برودواي على الإنترنت (الإنجليزية)
- The elf-man / words by John Kendrick Bangs; music by John Barnes Wells
- Fantastic Fiction – John Kendrick Bangs